# هنتر كمبر
هنتر كمبر (بالإنجليزية: Hunter Kemper) هو تريثلت أمريكي، ولد في 4 مايو 1976 في تشارلوت في الولايات المتحدة.

## وصلات خارجية
- هنتر كمبر على موقع اتحاد الترياتلون الدولي (الإنجليزية)
- هنتر كمبر على موقع IAT Triathlon Database (الإنجليزية)
- هنتر كمبر على موقع أوليمبيديا (الإنجليزية)